# Dãy núi Pieniny

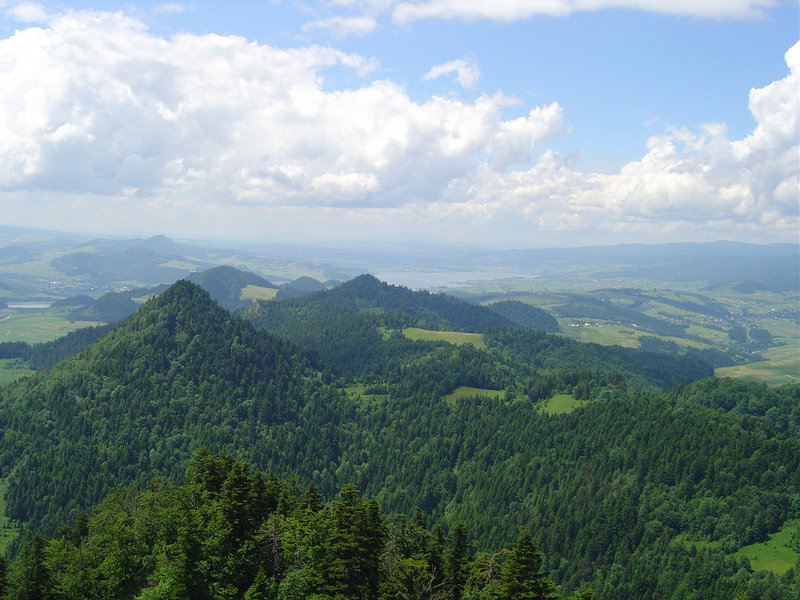
Quang cảnh Pieniny gần đó từ đỉnh Ba vương miện.

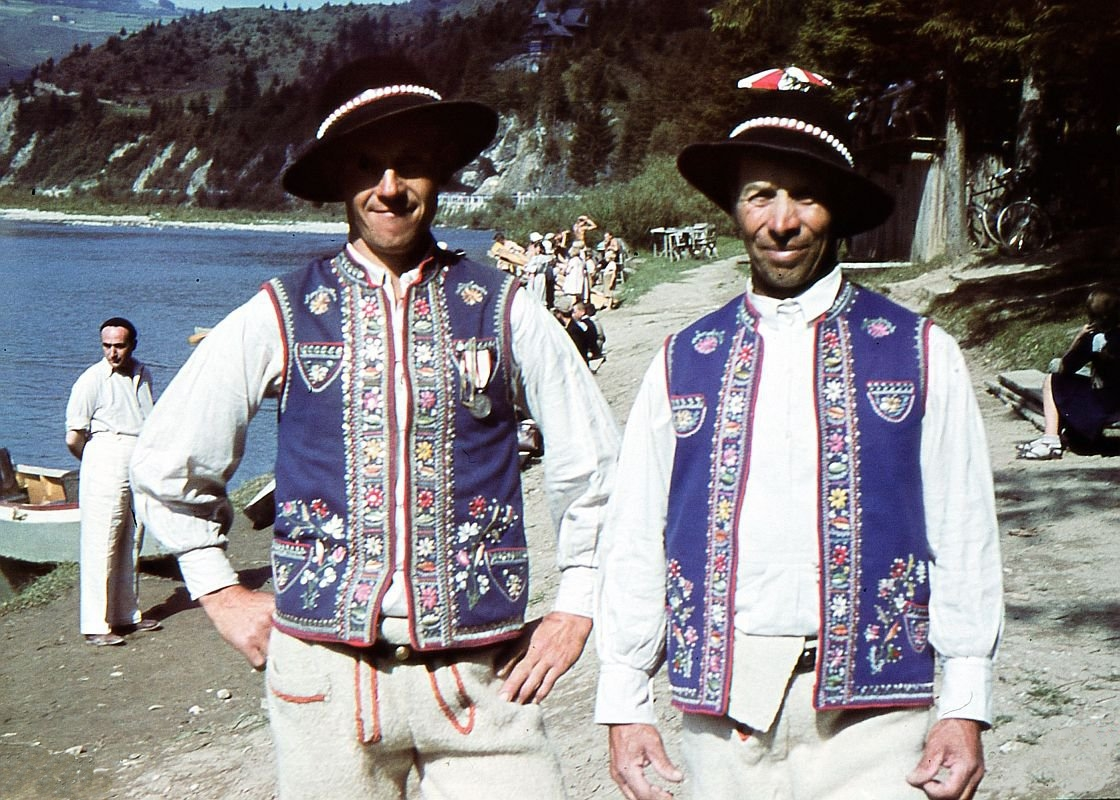
Szczawnica ở Pieniny 1939

Pieniny (đôi khi cũng gọi là Pienin  hoặc dãy núi Pienin ) là một dãy núi ở phía nam Ba Lan và phía bắc Slovakia. Nó được phân loại trong phần phía đông của hệ thống dãy núi Tây Beskids.
Dãy núi Pieniny được chia thành ba phần – Pieniny Spiskie (tiếng Slovak: Spišské Pieniny) và Pieniny Właściwe (tiếng Slovak: Centrálne Pieniny) ở Ba Lan; và, Małe Pieniny (tiếng Slovak: Malé Pieniny) ở Ba Lan và Slovakia. Các dãy núi Pieniny bao gồm chủ yếu là các lớp đá vôi và đôlômit. Đỉnh nổi tiếng nhất, Trzy Korony (khối núi Ba vương miện), cao 982 mét và cũng là đỉnh cao nhất của khối núi Ba vương miện. Đỉnh cao nhất của Pieniny – Wysoka (Ba Lan); Vysoké Skalky (Slovak) – đạt 1.050 m so với mực nước biển.
Núi Pieniny hình thành dưới đáy biển trong một số kỷ nguyên địa chất. Chúng được uốn nếp và nhô lên ở kỷ Phấn trắng. Vào đầu thời kỳ địa chất Paleogen, một làn sóng kiến tạo thứ hai đã diễn ra gây ra một sự dịch trượt lớn hơn nữa. Làn sóng chuyển động thứ ba trong Paleogen và Neogene dẫn đến một cấu trúc kiến tạo phức tạp hơn. Đồng thời xói mòn dẫn đến tước đá manti ngoài và mô hình hóa địa hình hơn nữa. Đỉnh được xây dựng từ đá Jurassic chịu thời tiết, chủ yếu là đá vôi. Thung lũng và đường đèo được tạo ra từ đá phong hóa mềm và dễ bị ảnh hưởng trong thời kỳ kỷ Phấn trắng và Paleogen. Hang động rất ít và khá nhỏ. Ngược lại, sông và suối thường bị lõm sâu trong đá, tạo ra khoảng 15 khe núi và hẻm núi. Các hẻm núi nổi tiếng nhất của dãy núi Pieniny là hẻm núi sông Dunajec trong Công viên quốc gia Pieniny và Homole Ravine (tiếng Ba Lan: Wąwóz Homole). Những ngọn đồi dọc biên giới phía bắc của Pieniny có nguồn gốc núi lửa.

## Thư viện ảnh

Đường chân trời Pieniny
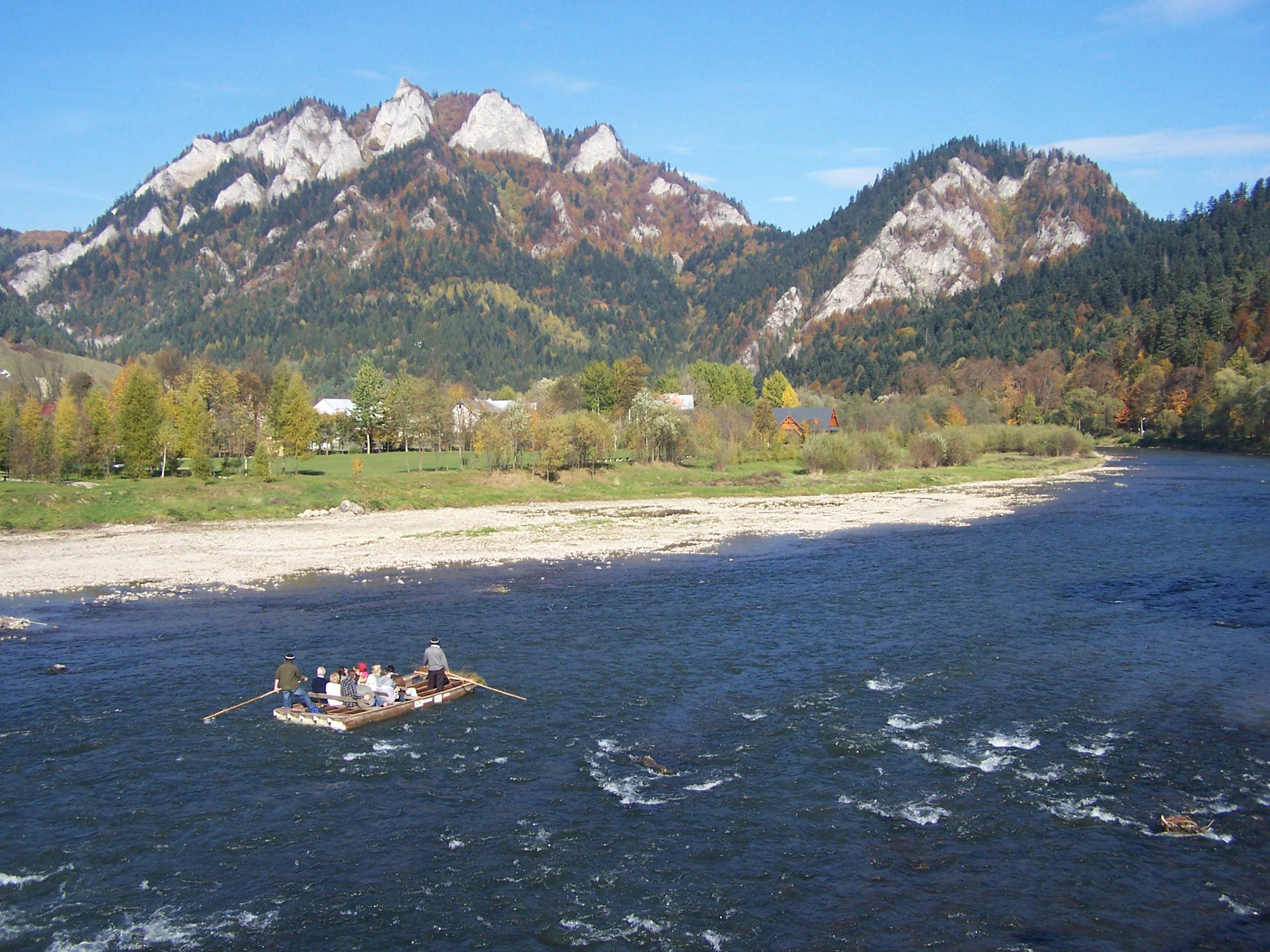
Núi Trzy Korony và Facimiech
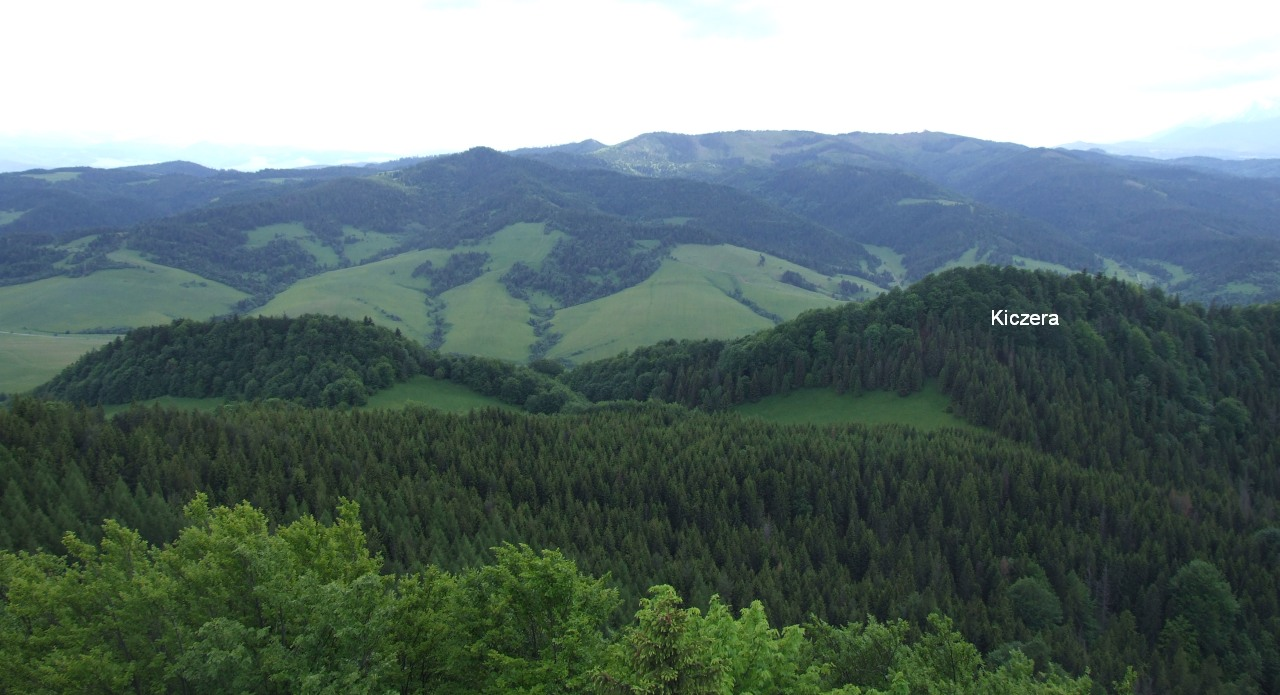
Kiczera và Magura Spiska. Nhìn từ Wysokie Skały
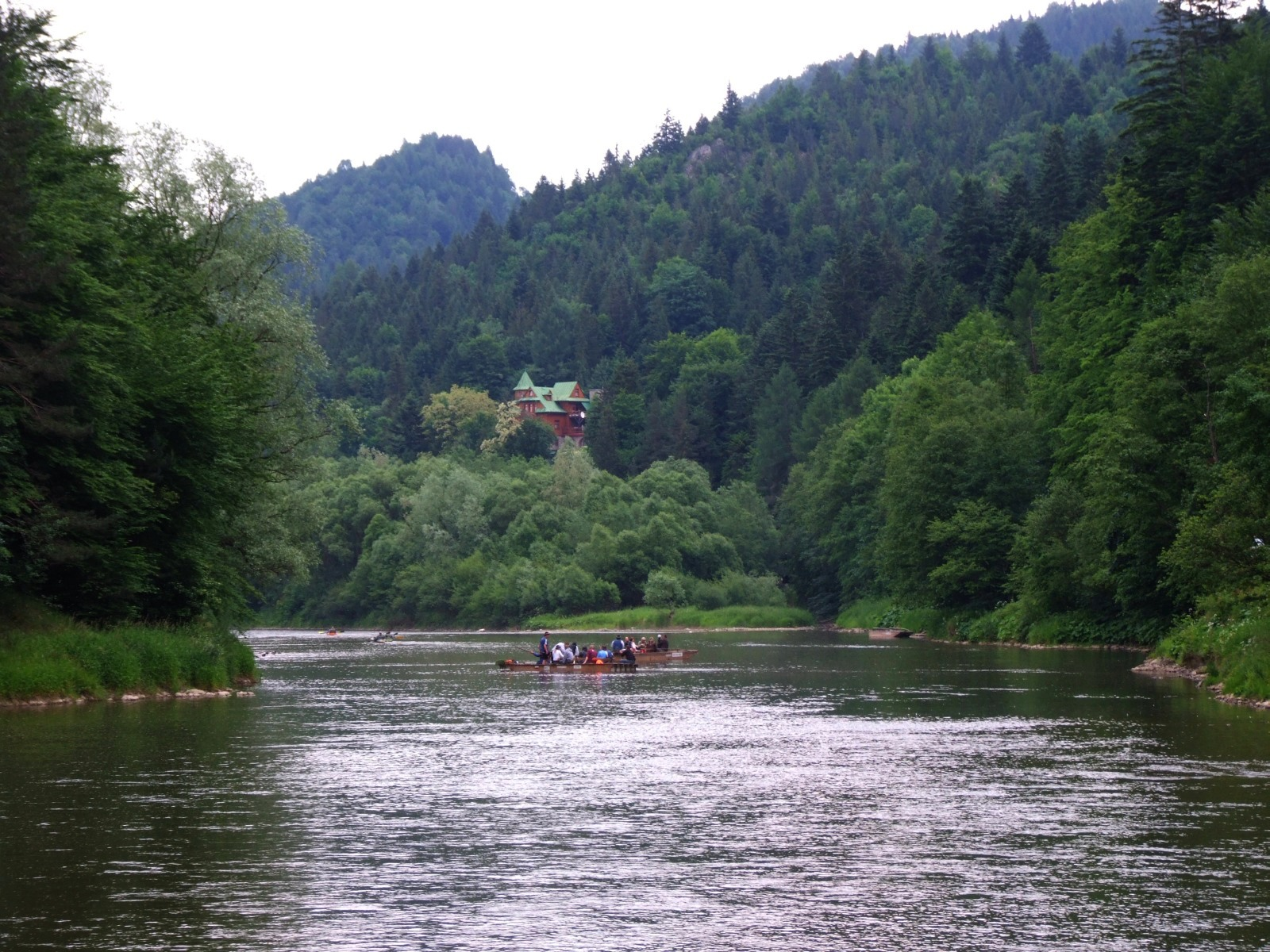
Sông Dunajec
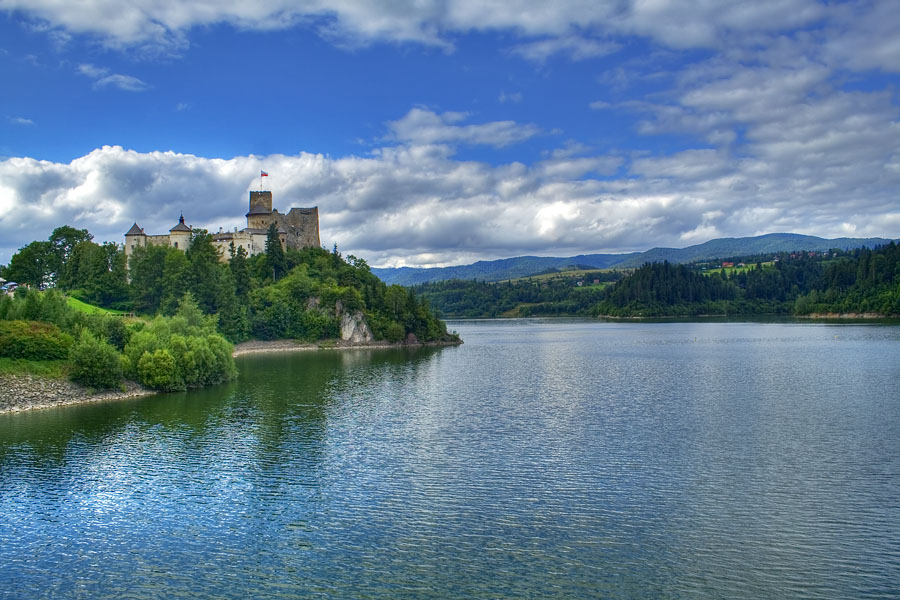
Lâu đài Niedzica và Hồ Czorsztyn